# 폰타나 (몰타)

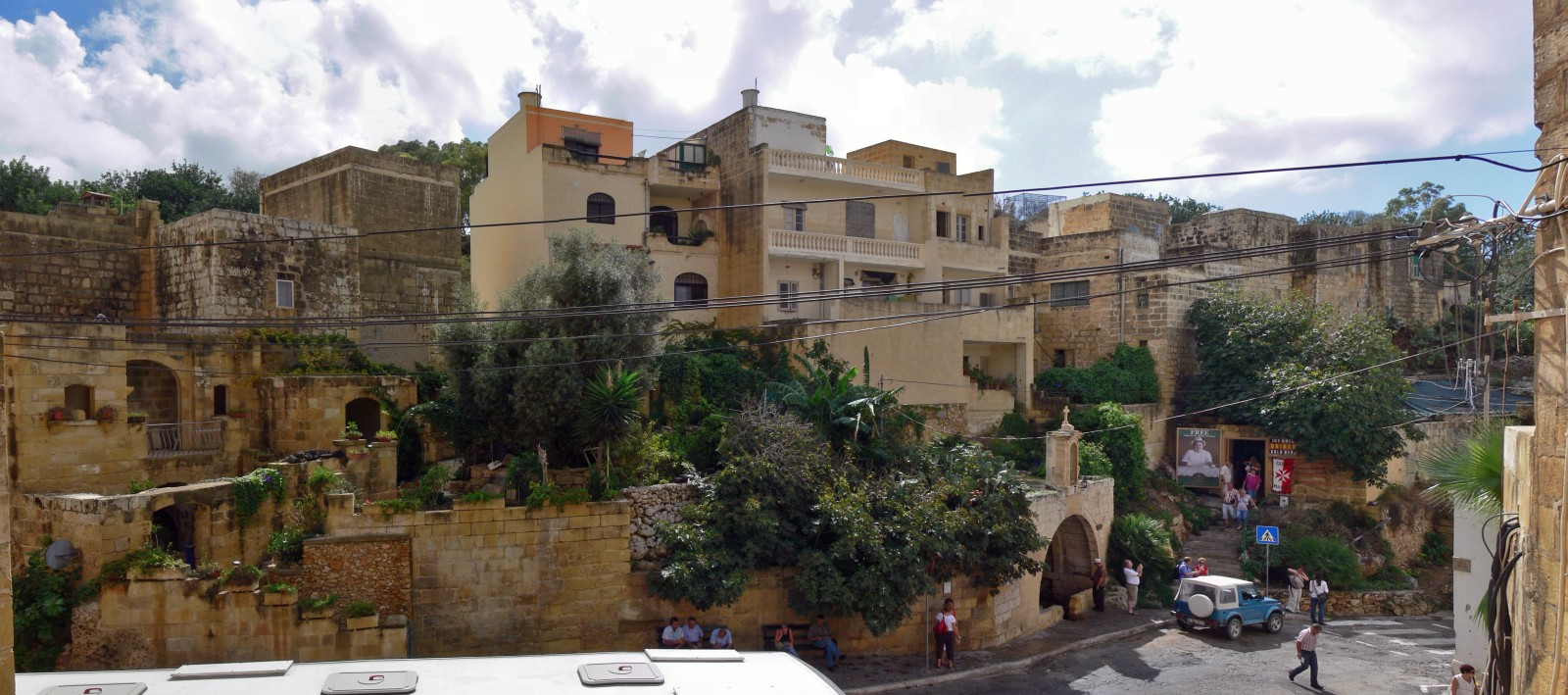
폰타나 시가지

폰타나의 위치

폰타나(몰타어: Fontana)는 몰타 고조섬 중부에 위치한 도시로 면적은 0.5km2, 인구는 1,011명(2011년 3월 기준), 인구 밀도는 2,000명/km2이다.

시기
시 문장